# Айвиексте (Мадонский край)
А́йвиексте (латыш. Aiviekste) — населённый пункт в Мадонском крае Латвии. Входит в состав Калснавской волости. Находится на правом берегу реки Айвиексте у региональной автодороги P37. Расстояние до города Мадона составляет около 32 км. По данным на 2017 год, в населённом пункте проживало 266 человек. У села расположена Айвиекстская ГЭС.

## История
Поселение возникло в начале 1930-х годов в связи со строительством Айвиекстской ГЭС.
В советское время населённый пункт входил в состав Калснавского сельсовета Мадонского района. В селе располагалось Северо-Восточное производственное управление электросети.